# OpenSUSE Project
O OpenSUSE Project, ou Projeto openSUSE em português, é a instituição por trás da comunidade que desenvolve e distribui o openSUSE Linux, uma distribuição Linux gratuita.